# Giacomo Olzer
Giacomo Olzer (* 14. dubna 2001, Rovereto, Itálie) je italský fotbalový záložník hrající od roku 2021 za Brescii.

## Přestupy
- z Milán do Brescia za 3 000 000 Euro

## Statistiky
| Sezóna            | Klub              | Liga              | Liga   | Liga | Ligové poháry | Ligové poháry | Ligové poháry | Kontinentální poháry | Kontinentální poháry | Kontinentální poháry | Celkem | Celkem |
| Sezóna            | Klub              | Soutěž            | Zápasy | Góly | Soutěž        | Zápasy        | Góly          | Soutěž               | Zápasy               | Góly                 | Zápasy | Góly   |
| ----------------- | ----------------- | ----------------- | ------ | ---- | ------------- | ------------- | ------------- | -------------------- | -------------------- | -------------------- | ------ | ------ |
| 2020/21           | Milán             | Serie A           | 0      | 0    | IP            | 1             | 0             | -                    | 0                    | 0                    | 1      | 0      |
| 2021/22           | Brescia           | Serie B           | 4      | 0    | IP            | 0             | 0             | -                    | 0                    | 0                    | 4      | 0      |
| 2022/23           | Brescia           | Serie B           | 14+1   | 3    | IP            | 1             | 0             | -                    | 0                    | 0                    | 16     | 3      |
| 2023/24           | Brescia           | Serie B           | 27+1   | 0    | IP            | 0             | 0             | -                    | 0                    | 0                    | 28     | 0      |
| Celkem za Brescii | Celkem za Brescii | Celkem za Brescii | 47     | 3    | -             | 1             | 0             | -                    | 0                    | 0                    | 48     | 3      |
| Celkově           | Celkově           | Celkově           | 47     | 3    | -             | 2             | 0             | -                    | 0                    | 0                    | 49     | 3      |